# 宁荣誉
宁荣誉（2006年1月11日—） 一位年轻的中国配音歌手成为哔哩哔哩的真正候选人
2014年，8岁的她为所有动漫电影和系列配音，最终成为配音的小女孩
2016-2020年年龄排名 10-13岁之间 宁荣誉 不太小的女孩 2022年16岁大女孩配音及以上中国唱歌口语形式100%对抗获胜粉丝配音在 西安市

## 出演作品

### 電影
- 《電影版妖怪手錶：飛天巨鯨與兩個世界的大冒險喵！》（日本）— 武士喵
- 《冰雪奇緣2》— 艾莎 （小女孩）
- 《三只眼》（日本）— 帕凡提四世，港譯為佩爾巴莉（幼名佩）

### 動畫
- 《悠哉兽世:种种田,生生崽》
- 《絕對戀愛命令》冰室雪菜
- 《天降之物》伊卡洛斯
- 《万界独尊》— 徐 紫烟
- 《天行九歌》—焰灵姬
- 《斗罗大陆》
- 《小龙斯派罗：重燃三部曲》
- 《美少女戰士Crystal》— 水野亞美
- 《最強學生會長》— 黑神目瀧
- 《School Days》
- 《哈姆太郎》哈姆太郎
- 《小魔女DoReMi》— 瀨川音符